# Zaur as-Sarimijja
Zaur as-Sarimijja (arab. زور الصارمية) – wieś w Syrii, w muhafazie Hama. W 2004 roku liczyła 538 mieszkańców.